# ザイデルダム
ザイデルダム（Zuiderdam）は、ホランド・アメリカ・ラインが運航しているクルーズ客船。ザイデルダムの船名は2代目に当たる。

## 概要
ザイデルダム級（ホランド・アメリカ・ラインではヴィスタ・クラスと呼称）の1番船で、2002年11月16日、イタリアのフィンカンティエリ社マルゲーラ工場で竣工。船価は4億ドル。
12月14日よりカリブ海クルーズに就航した。客室数は924室で、うち約67%はベランダ付きである。
また環境に配慮して主機にはディーゼル5基とガスタービン1基を併用した電気推進システムを採用している。
その後同型の2番船が2003年、3番船が2004年、4番船が2006年に建造された。4隻の船名にはオランダ語で東西南北を現す名が付けられている（ザイデルダムは「南」）。

## 同型船
- 2番船　「オーステルダム（Oosterdam）」

2003年7月11日竣工。
- 3番船　「ウエステルダム（Westerdam）」

2004年4月15日竣工。
- 4番船　「ノールダム（Noordam）」

2006年1月28日竣工。